# LG엔시스
LG엔시스는 1977년 국내 최초로 UNIX서버를 공급했던 LG전자의 DSS사업부가 분리하여 2002년 1월 설립된 LG 그룹 계열의 국내최대 IT 인프라 전문기업이다. 다양한 글로벌기업 파트너십을 기반으로 서버, 스토리지, 네트워크 장비 등 컴퓨팅 하드웨어와 각종 소프트웨어 솔루션, 그리고 서비스까지 고객이 원하는 최적의 IT인프라를 제공한다. 본사는 서울시 마포구에 위치한다.
2018년 4월 1일 자로 모기업인 LG CNS와 합병되었다.

## 연혁
2002년 1월 'LG 엔시스' 출범 (LG전자의 DSS사업부 계열 분리)
2007년 9월 LG CNS의 네트워크 통합(NI)사업을 인수하며 LG CNS의 자회사로 편입
2018년 4월 모기업 LG CNS에 흡수 합병

## 사업 분야
- 시스템 - 서버(Unix, NT), 스토리지 공급(IBM, HP, 오라클, 레노버 등 국내 최다 파트너십 보유)
- 네트워크 - 유/무선 네트워크 컨설팅 및 통합 구축
- 솔루션 - 시스템, 데이터 및 IT인프라 관리 소프트웨어 솔루션
- 클라우드 인프라 - 스마트렌더, ezONcloud, 가상화/데이터센터 구축
- 에너지 - 소프라 UPB (UPS/ESS용 리튬배터리 솔루션)
- 정보보안 - 망분리, 보안관제, 정보보호컨설팅
- 서비스 - Multi-vendor Available Service 기반의 통합관리 서비스